# Sergio Zanetti
Sergio Ariel Zanetti (Avellaneda, Buenos Aires, 22 de noviembre de 1967) es un exfutbolista argentino, es el hermano mayor del también futbolista Javier Zanetti.
Jugó, entre otros equipos, en Talleres de Remedios de Escalada (Argentina), Racing Club (Argentina),  Deportivo Español (Argentina), Cremonese (Italia), Verbania Calcio (Italia), Bellinzona (Suiza) y FC Locarno (Suiza) como defensor. 

## Clubes
| Club              | País      | Año       |
| ----------------- | --------- | --------- |
| Talleres (RdE)    | Argentina | 1984-1988 |
| Deportivo Español | Argentina | 1988-1995 |
| Racing Club       | Argentina | 1995-2001 |
| Cremonese         | Italia    | 2001-2002 |
| Verbania Calcio   | Italia    | 2002-2003 |
| Bellinzona        | Suiza     | 2003-2005 |
| Locarno           | Suiza     | 2005-2007 |